# Сапара (монастырь)
Монастырь Сапара (Сафара; груз. საფარის მონასტერი) — грузинский православный мужской монастырь в Ахалцихском муниципалитете края Самцхе-Джавахети в Грузии. Относится к Ахалцихской и Тао-Кларджетской епархии Грузинской православной церкви. Комплекс монастыря включён в список недвижимых культурных памятников национального значения Грузии.

## История
Монастырь существует, по меньшей мере, с IX века. Среди его монахов было много важных фигур в грузинской церковной истории. В конце XIII века Сапара стала владением рода Джакели. Правитель княжества Самцхе Саргис Джакели находился в хороших отношениях с монголами, благодаря чему его правление было мирным. В конце жизни Саргис принял монашеский постриг и сменил имя на Саба (Савва). Его сын Бека построил здесь самую большую из 12 церквей, церковь святого Саввы, названную в честь небесного покровителя своего отца, — одну из самых архитектурно значимых церквей своего времени. Её фрески XIV века имеют хорошую степень сохранности. На фресках изображены, в частности, портреты князей Джакели.
С конца XVI века до начала XVII века монастырь Сапара опустел в связи с расширением экспансии Османской империи в Самцхе. Иконы монастыря и другие ценности были перенесены в более защищённые регионы Грузии. В 1877—1878 годах монастырь был разорён мусульманами, в 1893 году восстановлен.
Ирландский географ и арменовед Генри Финнис Линч побывавший в этих местах в конце XIX века отмечал, что монастырь возведенный на средства грузинского атабека, вероятно был построен армянским архитектором. Согласно ему сооружение может считаться типичным образцом армянского стиля

## Архитектура
Из 12 церквей частично сохранилось 11, одна была полностью разрушена. Самая древняя из сохранившихся — церковь Успения — датирована X веком. Сохранились фундаменты ряда других помещений монастыря.
Храм святого Саввы расположен на краю обрыва. Он сложен из тёсаного красноватого камня. В плане имеет форму удлинённого четырёхугольника и поделён на три нефа. В куполе прорезано 8 окон, в восточной стене 3 окна, в трёх других стенах — по одному. Храм имеет 2 входа — с севера и с запада. Окна и двери храма украшены резьбой.